# Ángel Luis Fernández Serrano
Ángel Luis Fernández Serrano (Puertollano, 26 de febrer de 1970) és un exfutbolista castellanomanxec, que ocupava la posició de migcampista.

## Trajectòria esportiva
Va començar a destacar al CE L'Hospitalet, en aquella època filial del RCD Espanyol. El 1990 passa al conjunt perico, tot jugant 9 partits de la primera divisió. Les dues campanyes següents, Ángel Luis continuaria apareixent amb més o menys regularitat, així com la temporada 93/94, amb l'Espanyol en Segona Divisió.
L'estiu de 1994 fitxa pel RCD Mallorca, on qualla una gran temporada. És titular, disputa 36 partits i anotà set gols, la major xifra de la seua carrera (posteriorment només va marcar tres gols més entre Primera i Segona). Eixes bones actuacions li retornen a la màxima divisió, a les files del CP Mérida. Juga 27 partits i el seu equip perd la categoria.
La 96/97 milita a la UE Lleida, i a l'any següent, al Vila-real CF, sent una de les peces més importants que van aconseguir l'ascens a Primera de l'any 1998. Però, a la màxima categoria, el de Puertollano no compta per als valencians, i tan sols juga dos partits.
La temporada 99/00 s'incorpora al CD Logroñés. A partir d'ací, la seua carrera prosseguiria per equips de divisions inferiors fins a la seua retirada.
Després de penjar les botes, ha seguit vinculat al món del futbol i ha ocupat llocs tècnics de la UD Puertollano.